# Europees kampioenschap voetbal mannen onder 19 - 2024
Het Europees kampioenschap voetbal mannen onder 19 van 2024  (ook wel UEFA Under-19 Euro 2024 genoemd) was de 21e editie van het Europees kampioenschap voetbal mannen onder 19, een jaarlijks UEFA-toernooi voor Europese nationale ploegen van spelers geboren op of na 1 januari 2005. Acht landen nemen deel aan dit toernooi dat van 15 tot en met 28 juli 2024 in Noord-Ierland werd gespeeld.

## Kwalificatie

### Format
Het kwalificatietoernooi bestond uit twee rondes. De 51 landen werden verdeeld over 13 groepen van vier landen. In elke groep spelen alle landen een keer tegen elkaar. De wedstrijden worden afgewerkt in 1 land. De 13 groepswinnaars, nummers 2 en de beste nummer 3 kwalificeren zich voor de eliteronde. In de eliteronde werden de 28 landen verdeeld in 7 groepen van vier landen. In iedere groep speelt ieder land een keer tegen elkaar. Net als in de kwalificatieronde worden alle wedstrijden in één land gespeeld. De winnaar van iedere groep kwalificeert zich voor het hoofdtoernooi.
- Kwalificatieronde (11 oktober – 21 november 2023)
- Eliteronde (20–26 maart 2024)

### Gekwalificeerde landen
| # | Land          | Gekwalificeerd als          | Eerdere deelnames                                                                  |
| - | ------------- | --------------------------- | ---------------------------------------------------------------------------------- |
| 1 | Noord-Ierland | Gastland                    | Debuut                                                                             |
| 2 | Spanje        | Eliteronde: Winnaar groep 1 | 2002, 2004, 2006, 2007, 2008, 2009, 2010, 2011, 2012, 2013, 2015, 2018, 2019, 2023 |
| 3 | Frankrijk     | Eliteronde: Winnaar groep 2 | 2003, 2005, 2007, 2009, 2010, 2013, 2015, 2016, 2018, 2019, 2022                   |
| 4 | Noorwegen     | Eliteronde: Winnaar groep 3 | 2002, 2003, 2005, 2018, 2019, 2023                                                 |
| 5 | Denemarken    | Eliteronde: Winnaar groep 4 | Debuut                                                                             |
| 6 | Italië        | Eliteronde: Winnaar groep 5 | 2003, 2004, 2008, 2010, 2016, 2018, 2019, 2022, 2023                               |
| 7 | Turkije       | Eliteronde: Winnaar groep 6 | 2004, 2006, 2009, 2011, 2013, 2018                                                 |
| 8 | Oekraïne      | Eliteronde: Winnaar groep 7 | 2004, 2009, 2014, 2015, 2018                                                       |

## Stadions
| · Belfast Larne | Belfast                          |
| · Belfast Larne | Windsor Park Capaciteit: 18.500  |
| · Belfast Larne |                                  |
| · Belfast Larne | Seaviewstadion Capaciteit: 3.383 |
| · Belfast Larne | Larne                            |
| · Belfast Larne | Inver Park Capaciteit: 3.000     |
| · Belfast Larne |                                  |

## Groepsfase

### Groep A
| Pos | Team          | Wed | W | G | V | Ptn | DV | DT | +/− | Kwalificatie                |
| --- | ------------- | --- | - | - | - | --- | -- | -- | --- | --------------------------- |
| 1   | Italië        | 3   | 2 | 0 | 1 | 6   | 7  | 4  | +3  | Knock-outfase en WK–20 2025 |
| 2   | Oekraïne      | 3   | 1 | 2 | 0 | 5   | 3  | 2  | +1  | Knock-outfase en WK–20 2025 |
| 3   | Noorwegen     | 3   | 1 | 1 | 1 | 4   | 3  | 2  | +1  | play-off WK–20              |
| 4   | Noord-Ierland | 3   | 0 | 1 | 2 | 1   | 0  | 5  | −5  |                             |

|                            |                          |         |           |                                                                                          |
| 15 juli 2024 16:30 (UTC+2) | Italië                   | 2–1     | Noorwegen | Seaviewstadion, Belfast Toeschouwers: 1.043 Scheidsrechter: Marian Alexandru Barbu (ROU) |
| 15 juli 2024 16:30 (UTC+2) | Di Maggio 44' Zeroli 51' | Verslag | 35' Braut | Seaviewstadion, Belfast Toeschouwers: 1.043 Scheidsrechter: Marian Alexandru Barbu (ROU) |

|                            |               |     |          |                                                                          |
| 15 juli 2024 20:00 (UTC+2) | Noord-Ierland | 0–0 | Oekraïne | Inver Park, Larne Toeschouwers: 1.261 Scheidsrechter: Luka Bilbija (BIH) |
| 15 juli 2024 20:00 (UTC+2) | Verslag       |     |          | Inver Park, Larne Toeschouwers: 1.261 Scheidsrechter: Luka Bilbija (BIH) |

|                            |           |     |          |                                                                                   |
| 18 juli 2024 16:30 (UTC+2) | Noorwegen | 0–0 | Oekraïne | Seaviewstadion, Belfast Toeschouwers: 612 Scheidsrechter: Henrik Nalbandyan (ARM) |
| 18 juli 2024 16:30 (UTC+2) | Verslag   |     |          | Seaviewstadion, Belfast Toeschouwers: 612 Scheidsrechter: Henrik Nalbandyan (ARM) |

|                            |               |         |                               |                                                                             |
| 18 juli 2024 20:00 (UTC+2) | Noord-Ierland | 0–3     | Italië                        | Inver Park, Larne Toeschouwers: 1.808 Scheidsrechter: Ishmael Barbara (MLT) |
| 18 juli 2024 20:00 (UTC+2) |               | Verslag | 15' Zeroli 45+2', 48' Camarda | Inver Park, Larne Toeschouwers: 1.808 Scheidsrechter: Ishmael Barbara (MLT) |

|                            |                |         |               |                                                                                       |
| 21 juli 2024 20:00 (UTC+2) | Noorwegen      | 2–0     | Noord-Ierland | Seaviewstadion, Belfast Toeschouwers: 2.401 Scheidsrechter: Sander van der Eijk (NED) |
| 21 juli 2024 20:00 (UTC+2) | Braut 33', 65' | Verslag |               | Seaviewstadion, Belfast Toeschouwers: 2.401 Scheidsrechter: Sander van der Eijk (NED) |

|                            |                                               |         |                      |                                                                           |
| 21 juli 2024 20:00 (UTC+2) | Oekraïne                                      | 3–2     | Italië               | Inver Park, Larne Toeschouwers: 654 Scheidsrechter: Vassilis Fotias (GRE) |
| 21 juli 2024 20:00 (UTC+2) | Synchuk 7' Krevsun 54' Ponomarenko 75' (pen.) | Verslag | 34' Ebone 52' Romano | Inver Park, Larne Toeschouwers: 654 Scheidsrechter: Vassilis Fotias (GRE) |

### Groep B
| Pos | Team       | Wed | W | G | V | Ptn | DV | DT | +/− | Kwalificatie                |
| --- | ---------- | --- | - | - | - | --- | -- | -- | --- | --------------------------- |
| 1   | Frankrijk  | 3   | 2 | 1 | 0 | 7   | 8  | 5  | +3  | Knock-outfase en WK–20 2025 |
| 2   | Spanje     | 3   | 1 | 2 | 0 | 5   | 5  | 4  | +1  | Knock-outfase en WK–20 2025 |
| 3   | Turkije    | 3   | 0 | 2 | 1 | 2   | 5  | 6  | −1  | play-off WK–20              |
| 4   | Denemarken | 3   | 0 | 1 | 2 | 1   | 6  | 9  | −3  |                             |

|                            |                    |         |                      |                                                                               |
| 16 juli 2024 16:30 (UTC+2) | Denemarken         | 1–2     | Spanje               | Inver Park, Larne Toeschouwers: 622 Scheidsrechter: Sander van der Eijk (NED) |
| 16 juli 2024 16:30 (UTC+2) | Krüger-Johnsen 43' | Verslag | 26' Andrés 79' Bravo | Inver Park, Larne Toeschouwers: 622 Scheidsrechter: Sander van der Eijk (NED) |

|                            |                               |         |          |                                                                                   |
| 16 juli 2024 20:00 (UTC+2) | Frankrijk                     | 2–1     | Turkije  | Seaviewstadion, Belfast Toeschouwers: 1.003 Scheidsrechter: Vassilis Fotias (GRE) |
| 16 juli 2024 20:00 (UTC+2) | Michal 66' Jacquet 86' (pen.) | Verslag | 4' Fidan | Seaviewstadion, Belfast Toeschouwers: 1.003 Scheidsrechter: Vassilis Fotias (GRE) |

|                            |                             |         |                                               |                                                                        |
| 19 juli 2024 16:30 (UTC+2) | Denemarken                  | 2–4     | Frankrijk                                     | Inver Park, Larne Toeschouwers: 672 Scheidsrechter: Luka Bilbija (BIH) |
| 19 juli 2024 16:30 (UTC+2) | Olsson 87' Simmelhack 90+3' | Verslag | 19' Bahoya 65' Aiki 80' Bouabré 85' Assoumani | Inver Park, Larne Toeschouwers: 672 Scheidsrechter: Luka Bilbija (BIH) |

|                            |         |         |                 |                                                                                          |
| 19 juli 2024 20:00 (UTC+2) | Turkije | 1–1     | Spanje          | Seaviewstadion, Belfast Toeschouwers: 1.124 Scheidsrechter: Marian Alexandru Barbu (ROU) |
| 19 juli 2024 20:00 (UTC+2) | Ay 90'  | Verslag | 55' Gąsiorowski | Seaviewstadion, Belfast Toeschouwers: 1.124 Scheidsrechter: Marian Alexandru Barbu (ROU) |

|                            |                                    |         |                                                 |                                                                                 |
| 22 juli 2024 20:00 (UTC+2) | Turkije                            | 3–3     | Denemarken                                      | Seaviewstadion, Belfast Toeschouwers: 531 Scheidsrechter: Ishmael Barbara (MLT) |
| 22 juli 2024 20:00 (UTC+2) | Bars 27' Yıldırım 53' Sarıkaya 70' | Verslag | 18' Schwartau 64' Krüger-Johnsen 76' Simmelhack | Seaviewstadion, Belfast Toeschouwers: 531 Scheidsrechter: Ishmael Barbara (MLT) |

|                            |                           |         |                          |                                                                               |
| 22 juli 2024 20:00 (UTC+2) | Spanje                    | 2–2     | Frankrijk                | Inver Park, Larne Toeschouwers: 1.726 Scheidsrechter: Henrik Nalbandyan (ARM) |
| 22 juli 2024 20:00 (UTC+2) | Rodríguez 65' Keddari 74' | Verslag | 13' Bouabré 90' Atangana | Inver Park, Larne Toeschouwers: 1.726 Scheidsrechter: Henrik Nalbandyan (ARM) |

## Knock-outfase
|  | Halve finale      | Halve finale |                   |   | Finale | Finale |
|  |                   |              |                   |   |        |        |
|  | 25 juli – Belfast |              |                   |   |        |        |
|  |                   |              |                   |   |        |        |
|  | Italië            | 0            |                   |   |        |        |
|  | Italië            | 0            | 28 juli – Belfast |   |        |        |
|  | Spanje (n.v.)     | 1            |                   |   |        |        |
|  | Spanje (n.v.)     | 1            | Spanje            | 2 |        |        |
|  | 25 juli – Belfast |              | Spanje            | 2 |        |        |
|  |                   | Frankrijk    | 0                 |   |        |        |
|  | Frankrijk         | Frankrijk    | 0                 | 1 |        |        |
|  | Frankrijk         |              |                   | 1 |        |        |
|  | Oekraïne          | 0            |                   |   |        |        |
|  | Oekraïne          | 0            |                   |   |        |        |

### Play-off wereldkampioenschap
De vier halvefinalisten en de winnaar van deze play-off kwalificeren zich voor het wereldkampioenschap voetbal onder 20 van 2025.
|                            |                                                                                      |            |                                                                     |                                                                                     |
| 25 juli 2024 17:30 (UTC+2) | Noorwegen                                                                            | 1–1 (n.v.) | Turkije                                                             | Seaviewstadion, Belfast Toeschouwers: 317 Scheidsrechter: Sander van der Eijk (NED) |
| 25 juli 2024 17:30 (UTC+2) | Holten 15'                                                                           | Verslag    | 81' Vural                                                           | Seaviewstadion, Belfast Toeschouwers: 317 Scheidsrechter: Sander van der Eijk (NED) |
| 25 juli 2024 17:30 (UTC+2) | Strafschoppen                                                                        |            |                                                                     | Seaviewstadion, Belfast Toeschouwers: 317 Scheidsrechter: Sander van der Eijk (NED) |
| 25 juli 2024 17:30 (UTC+2) | Holten Andresen Granaas Aukland Braut Helland Pedersen Bang-Kittilsen Gonstad Røsten | 10–9       | Uzun Bülbül Demircan Vural Yıldırım Ay Kayalı Sarıkaya Yılmaz Gezek | Seaviewstadion, Belfast Toeschouwers: 317 Scheidsrechter: Sander van der Eijk (NED) |

### Halve finale
|                            |        |            |              |                                                                                        |
| 25 juli 2024 15:00 (UTC+2) | Italië | 0–1 (n.v.) | Spanje       | Windsor Park, Belfast Toeschouwers: 1.302 Scheidsrechter: Marian Alexandru Barbu (ROU) |
| 25 juli 2024 15:00 (UTC+2) |        | Verslag    | 100' Fortuny | Windsor Park, Belfast Toeschouwers: 1.302 Scheidsrechter: Marian Alexandru Barbu (ROU) |

|                            |              |         |          |                                                                                 |
| 25 juli 2024 20:00 (UTC+2) | Frankrijk    | 1–0     | Oekraïne | Windsor Park, Belfast Toeschouwers: 1.612 Scheidsrechter: Ishmael Barbara (MLT) |
| 25 juli 2024 20:00 (UTC+2) | Atangana 61' | Verslag |          | Windsor Park, Belfast Toeschouwers: 1.612 Scheidsrechter: Ishmael Barbara (MLT) |

### Finale
|                            |                    |         |           |                                                                                 |
| 28 juli 2024 20:00 (UTC+2) | Spanje             | 2–0     | Frankrijk | Windsor Park, Belfast Toeschouwers: 8.358 Scheidsrechter: Vassilis Fotias (GRE) |
| 28 juli 2024 20:00 (UTC+2) | Bravo 41' Diao 69' | Verslag |           | Windsor Park, Belfast Toeschouwers: 8.358 Scheidsrechter: Vassilis Fotias (GRE) |

## Gekwalificeerd voor WK–20
De volgende vijf landen kwalificeerden zich namens de UEFA voor het wereldkampioenschap voetbal onder 20 van 2025.
| Team      | Gekwalificeerd op | Eerdere deelnames wereldkampioenschap voetbal onder 201                                     |
| --------- | ----------------- | ------------------------------------------------------------------------------------------- |
| Italië    | 18 juli 2024      | 8 (1977, 1981, 1987, 2005, 2009, 2017, 2019, 2023)                                          |
| Frankrijk | 19 juli 2024      | 8 (1977, 1997, 2001, 2011, 2013, 2017, 2019, 2023)                                          |
| Oekraïne  | 21 juli 2024      | 4 (2001, 2005, 2015, 2019)                                                                  |
| Spanje    | 22 juli 2024      | 15 (1977, 1979, 1981, 1985, 1989, 1991, 1995, 1997,1999, 2003, 2005, 2007, 2009, 2011, 2013 |
| Noorwegen | 25 juli 2024      | 3 (1989, 1993, 2019)                                                                        |

1 Vet betekent kampioen. Schuin betekent gastland dat jaar.